# 圣莫里斯城堡

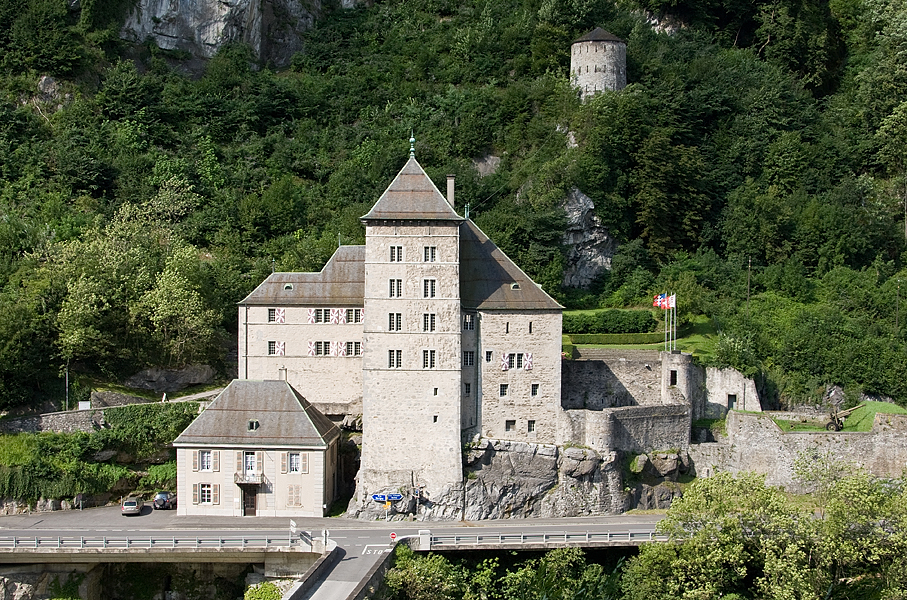
圣莫里斯城堡

圣莫里斯城堡（法语：Château de Saint-Maurice）是一座城堡，位于瑞士瓦莱州的市镇聖莫里斯。已被列入瑞士国家和区域重要文化财产名录。